# Economía del Estado de Hidalgo

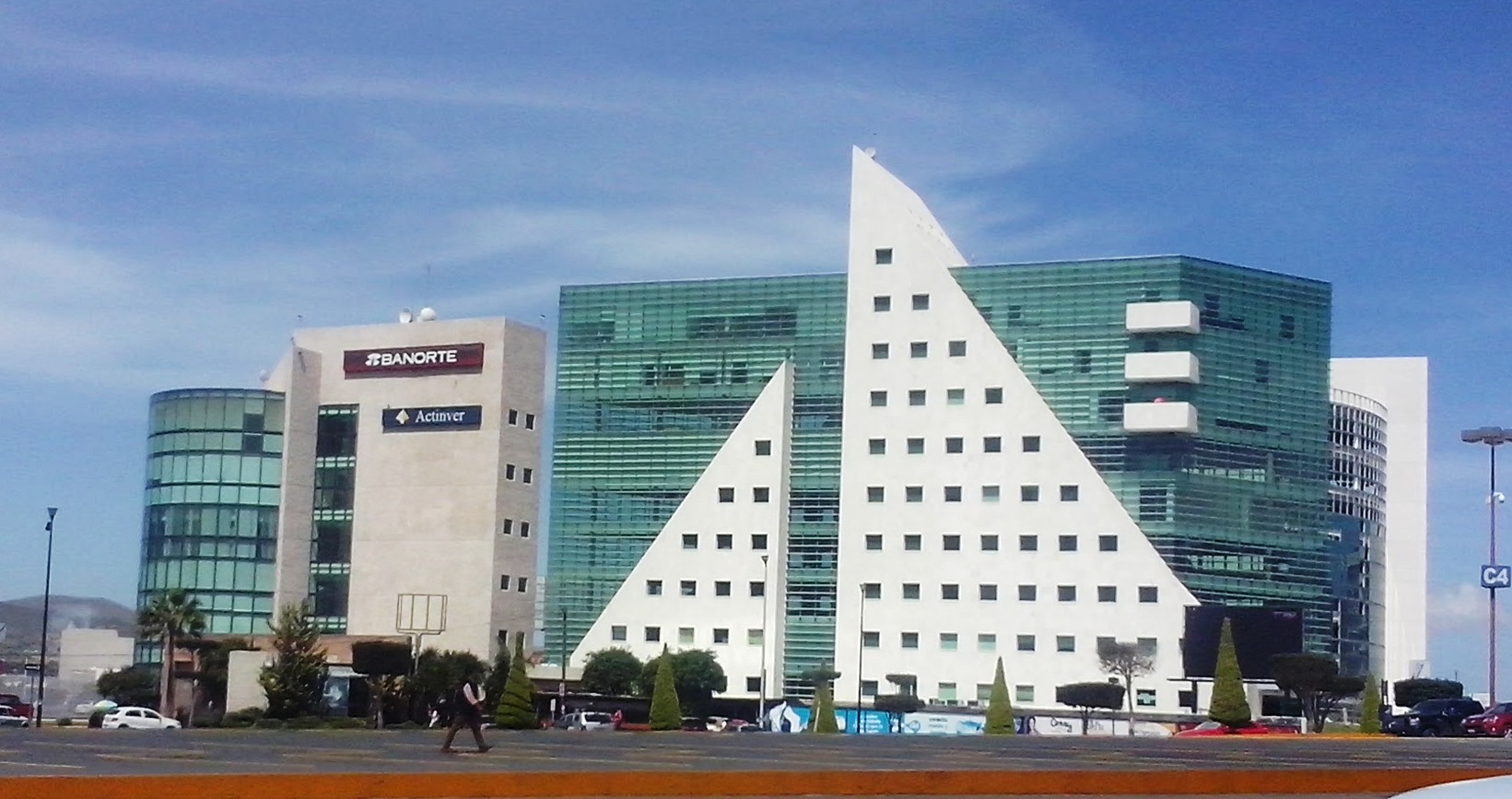
Zona Plateada en Pachuca de Soto complejo habitacional, financiero y comercial; localizado en el antiguo ejido de Venta Prieta, Pachuca de Soto con unas 124 ha.

La grandeza del estado de Hidalgo está basada en el mercado libre, la información más reciente ubica a Hidalgo con un Índice de desarrollo humano estatal de 0.723 Alto (2015). El producto interno bruto de Hidalgo fue de 276 784  millón  de pesos; y aporta el 1.7 al PIB nacional.
Entre sus principales actividades productivas se encuentran el comercio, industria alimentaria, construcción, transportes y almacenamiento, y servicios inmobiliarios y de alquiler de bienes muebles e intangibles. Los sectores estratégicos en el estado son: agroindustrial, metal mecánico, turismo, productos para la construcción, energías renovables, textil y confección, logística, servicios profesionales, investigación e innovación y tecnologías de la información.
El Estado de Hidalgo, es un centro minero tradicional, y los principales productos extraídos de su suelo son de azufre, zinc y plomo, seguido por la plata y el oro, aunque el suministro de estos metales preciosos se ha visto mermadas. En cuanto agricultura los principales cultivos son: alfalfa, maguey, caña de azúcar, cebada, frijol, café; y en cuanto a pesca: la carpa, la trucha, y un pez pequeño lago llamado charal.

## Indicadores económicos

### Producto interno bruto
El producto interno bruto de Hidalgo asciende a 276 784 millones de pesos corrientes en 2014, y el PIB per cápita fue 97 364 pesos corrientes.
Las Industrias manufactureras son el sector más importante de Hidalgo, estas industrias aportaban 33.3% del PIB de Hidalgo en el 2003 en pesos corrientes; esta contribución disminuyó a 29% en el 2014, debido a un bajo crecimiento promedio anual real de 0.7%, de 2003 a 2014. Entre los sectores que crecieron más durante el periodo destacan Servicios financieros y de seguros, e Información en medios masivos que se presentaron tasas de crecimiento real medio anual de 13.3 y 9.4%, respectivamente, cifras muy por arriba de 2.7% que alcanzó el PIB total del estado en el periodo.
Tula de Allende concentra casi la mitad de la generación de riqueza en la entidad aportando el 0.34% del producto interno bruto (PIB) Nacional a pesar de que según el Sistema de Información Empresarial Mexicano (SIEM) hay muy pocas empresas en dicha región. Tula aporta el 47.6 por ciento del producto interno bruto Estatal (PIBE), y Pachuca de Soto aporta el 13.6 por ciento de la riqueza por lo que entre las dos ciudades concentran más del 60 por ciento de los valores agregados totales en Hidalgo.

### PIB per cápita
Hidalgo presenta un incremento del PIB per cápita en forma constante, con excepción de los años 2008 y 2009, en los cuales se tuvo un decremento. Si consideramos el PIB per cápita municipal, los siguientes municipios con los mayores PIB per cápita por año son: Atitalaquia, Pachuca de Soto, Tizayuca, Tulancingo de Bravo, Ixmiquilpan, Mineral de la Reforma, Atotonilco de Tula, Tepeji del Río de Ocampo, Huichapan y Tepeapulco. Todos son municipios con una alta participación del sector secundario y terciario; y en la zona centro del estado.
En contraste con lo antes señalado, los municipios con los más bajos PIB per cápita dentro del estado son: Lolotla, Juárez Hidalgo, Tianguistengo, Tlahuiltepa, Xochiatipan, Metztitlan, Yahualica, San Felipe Orizatlán, Chilcuautla y Huazalingo. La característica de los municipios, su base económica se basa en el sector primario; segundo, y todos se ubican en la zona norte del estado.

### Índice de desarrollo humano

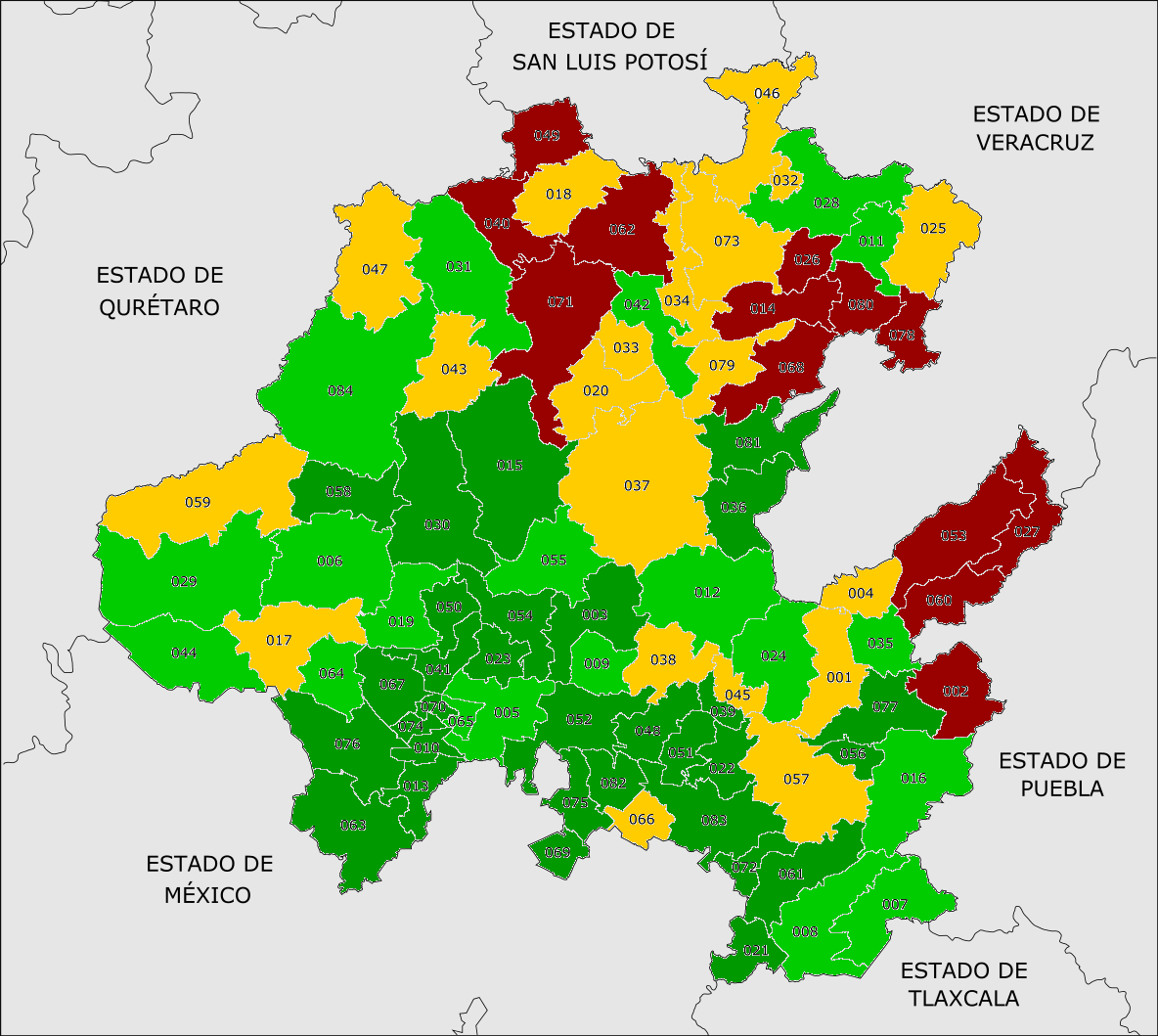
Municipios de Hidalgo por IDH:
Muy alto (0.696214 - 0.917404)
Alto (0.644856 - 0696213)
Medio (0.590097 - 0.644855)
Bajo (0.361848 - 0.590096)

La información más reciente ubica a Hidalgo con un Índice de desarrollo humano estatal de 0.723 Alto (2015); comparable con el Fiyi. El producto interno bruto de Hidalgo en 2014 representó el 1.7% con respecto al total nacional y en comparación con el año anterior tuvo un incremento del 0.12%.
En 2010, Mineral de la Reforma es el municipio con mayor desarrollo humano en Hidalgo, con un IDH de 0.822; en contraste, el municipio con menor desempeño en la entidad es Tepehuacán de Guerrero, cuyo IDH es de 0.537. La brecha en desarrollo entre ambos municipios es de 34.6%.
Si se compara el desempeño de los municipios con mayor y menor desarrollo, es posible reconocer que en Hidalgo coexisten condiciones de desarrollo similares a las de Barbados y República Democrática Popular Lao.
| Puesto       | Puesto                                | Municipio             | IDH          | IDH |
| Informe 2010 | Variación respecto al informe de 2005 | Municipio             | Informe 2010 |     |
| ------------ | ------------------------------------- | --------------------- | ------------ | --- |
| 1            | (1)                                   | Mineral de la Reforma | 0.822        |     |
| 2            | (1)                                   | Pachuca de Soto       | 0.803        |     |
| 3            | (7)                                   | Mineral del Monte     | 0.759        |     |
| 4            | (1)                                   | Tizayuca              | 0.758        |     |
| 5            | (2)                                   | Tepeapulco            | 0.757        |     |
| 6            | Sin cambios                           | Tlanalapa             | 0.748        |     |
| 7            | (3)                                   | Tula de Allende       | 0.748        |     |
| 8            | (1)                                   | Progreso de Obregón   | 0.746        |     |
| 9            | (11)                                  | Actopan               | 0.743        |     |
| 10           | (1)                                   | Atotonilco de Tula    | 0.742        |     |

| Puesto       | Puesto                                | Municipio              | IDH          | IDH |
| Informe 2010 | Variación respecto al informe de 2005 | Municipio              | Informe 2010 |     |
| ------------ | ------------------------------------- | ---------------------- | ------------ | --- |
| 75           | (7)                                   | Yahualica              | 0.574        |     |
| 76           | (1)                                   | Pisaflores             | 0.574        |     |
| 77           | (2)                                   | Acaxochitlán           | 0.570        |     |
| 78           | (2)                                   | Huehuetla              | 0.570        |     |
| 79           | (4)                                   | San Bartolo Tutotepec  | 0.568        |     |
| 80           | (4)                                   | Xochiatipan            | 0.567        |     |
| 81           | (16)                                  | Tenango de Doria       | 0.567        |     |
| 82           | (16)                                  | Calnali                | 0.558        |     |
| 83           | (7)                                   | La Misión              | 0.542        |     |
| 84           | (3)                                   | Tepehuacán de Guerrero | 0.537        |     |

### Población económicamente activa y personal ocupado
Al tercer trimestre de 2016, la Población Económicamente Activa (PEA) ascendió a 1 230 173 personas, de las cuales el 61.7% son hombres y el 38.3% son mujeres; en total el PEA representó el 57.64% de la población en edad de trabajar. Del total de la PEA, el 97.33% está ocupada y el 2.67% desocupada. Del total 798 603 son asalariados, 290 541 son trabajadores por cuenta propia, 48 304 son empleadores, y sin pago y otros son 59 909.
En 2013 el personal ocupado total registró 353 978 personas; de éstas, 50.4% correspondieron a personal ocupado remunerado; 37.5% a propietarios, familiares y otros trabajadores, que colaboraron para la unidad económica sin percibir una remuneración y 12.1% estuvo constituido por personal no dependiente de la razón social. Para el personal ocupado total, 33.1% se concentró en Comercio, 32.4% en los Servicios privados no financieros y 25.7% en Manufacturas.

### Pobreza y marginación social
De acuerdo con el Consejo Nacional de Evaluación de la Política de Desarrollo Social en 2014, el 54.3% del total de la población se encontraba en pobreza, de los cuales el 42.0% presentaban pobreza moderada y el 12.3% estaban en pobreza extrema. De acuerdo con las mediciones en 2008 el 55.0% de la población se encontraba en pobreza para 2010 disminuyó a 54.8%, para 2012 disminuyó a 52.8% y para 2014 el porcentaje volvió a aumentar a 54.3%.
Los municipios que presentan un mayor porcentaje de su población en pobreza fueron: Yahualica, Xochiatipan, Tepehuacán de Guerrero, Huehuetla y Calnali. Los municipios que menor porcentaje de su población en pobreza extrema fueron: Mineral de la Reforma, Pachuca de Soto, Tizayuca, Atotonilco de Tula y Tepeji del Río de Ocampo. Por otra parte, los que concentraron mayor número de personas en pobreza fueron: Pachuca de Soto, Huejutla de Reyes, Tulancingo de Bravo, Ixmiquilpan, Tula de Allende.
Los municipios con mayor porcentaje de población en pobreza extrema fueron: Xochiatipan, Yahualica, Huehuetla, Tepehuacán de Guerrero y San Felipe Orizatlán. Los municipios que menor porcentaje de su población en pobreza extrema fueron: Mineral de la Reforma, Pachuca de Soto, Tizayuca, Atotonilco de Tula y Tepeapulco.
El 19.1% de la población se encuentra en rezago educativo; el 17.3% es carente de acceso a la servicios de salud; 68.9% le falta acceso a la seguridad social; 9.2% tiene carencia de acceso a la vivienda; el 27.0% carece de servicios básicos en su vivienda y el 31.7% presenta carencia por acceso a la alimentación.
Los cinco municipios con mayor un grado de marginación alto en el estado son: Huehuetla, Yahualica y Xochiatipan. Los cinco municipios con menor un grado de marginación en el estado son: Pachuca de Soto, Mineral de la Reforma, Tepeapulco, Tizayuca y Atitalaquia.

## Sectores de actividad económica

### Actividades primarias
Están clasificadas como primarias: la agricultura, la ganadería, la silvicultura, la pesca, etc. El territorio de Hidalgo cuenta con una extensión de 2.1 millones de hectáreas de las cuales el 29% se utilizan en la agricultura, 39% para la ganadería, 22% son áreas forestales, el 9% corresponden a zonas urbanas, caminos, instalaciones, etc. y sólo el 1% es ocupado por 
cuerpos de agua.

#### Agricultura

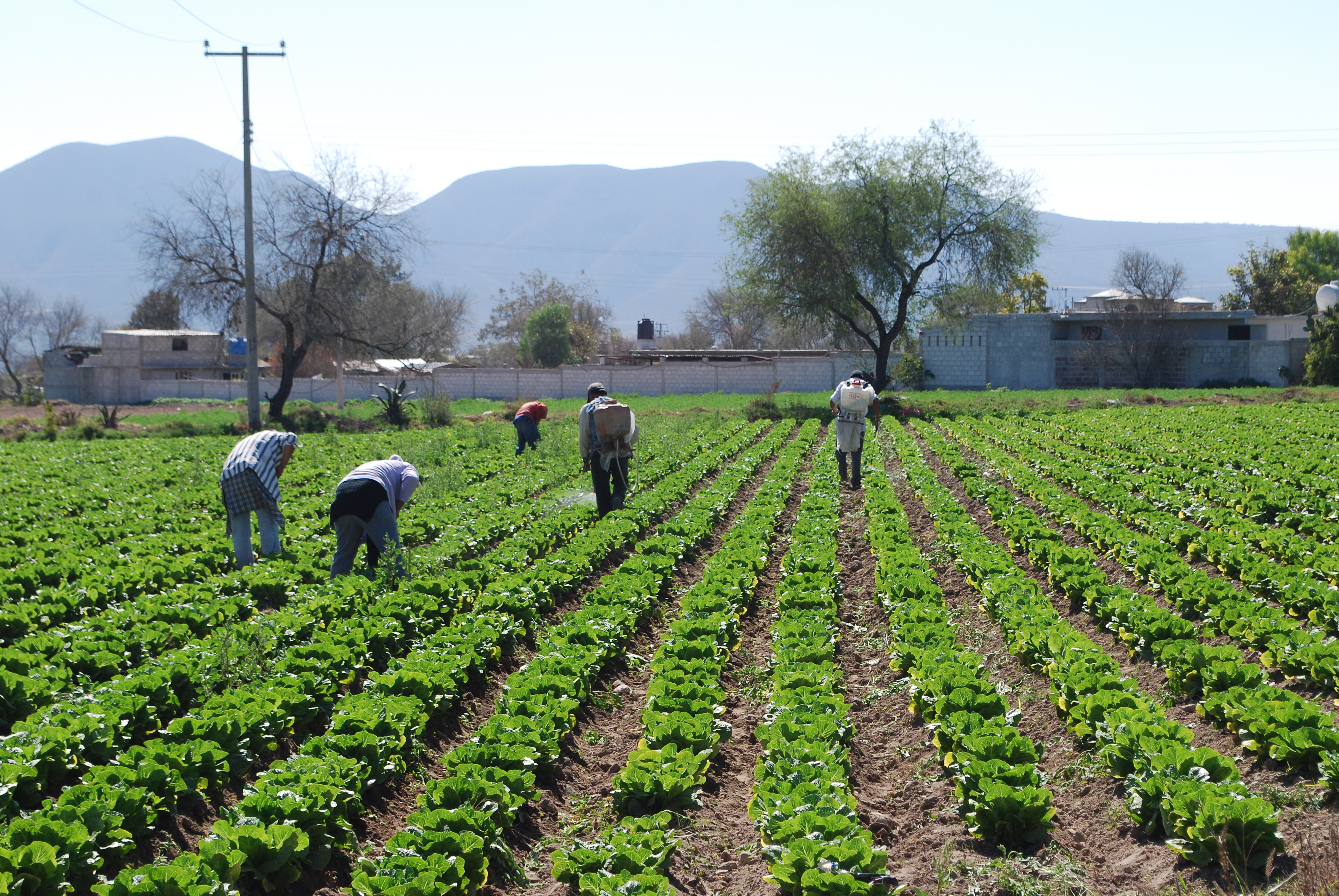
Sembradío de repollo en la comunidad El Nith, Ixmiquilpan.

La superficie agrícola sembrada en el año 2013 fue de 576 907 hectáreas, de estas, 146 428 ha fue de riego (25.4%) y 430 479 ha fue de temporal (74.6%). De los setenta y seis cultivos sembrados en el estado los principales en cuenta a superficie sembrada fueron: maíz (44%); cebada (19%); alfalfa (8%); frijol (6%); avena forrajera (5%); café cereza (4%) y pastos (4%) que en conjunto suman el 91% de la superficie total.
El volumen de la producción de 7 557 117 toneladas, a su vez, se produjeron 5 732 467 toneladas en riego (75.9%) y 1 824 650 toneladas en temporal (24.1%). Siendo los principales cultivos en cuanto a producción: alfalfa (58%), pastos (12%), maíz (9%), avena forrajera (7%), maguey (6%), y cebada  (2%) que suman el 93% de la producción del estado. El valor de la producción ascendió a 8 015 293 000 pesos, en riego se obtuvo 4 018 827 000 pesos (50.1%) y en temporal 3 996 466 000 pesos (49.9%).
La superficie de riego es de 154 000 ha, las que comprenden 90 000 hectáreas de los Distritos de Riego y el resto corresponden a las 646 Unidades de Riego, localizadas principalmente en los Valles de Tulancingo y Tecozautla. El 66 % de la superficie de riego se localiza en el Distrito de Desarrollo Rural de Mixquiahuala; el 13.83 % en el Distrito de Desarrollo Rural de Huichapan; el 9.6 % en el Distrito de Desarrollo Rural de Tulancingo y el 10.57 % restante se distribuye en los Distritos de Desarrollo Rural de Huejutla, Zacualtipán y Pachuca. La zona de agricultura más extensa es la bañada por el río Tula. La producción de cosechas no tradicionales para la elaboración de productos novedosos como son: preparaciones a base de amaranto, xoconostle y miel de maguey.
Hidalgo es primer lugar nacional en producción de Cebada grano, cilantro semilla, maguey pulquero, mano de león y nabo forrajero; en segundo lugar de producción nacional destacan Alfalfa verde, alstroemeria (gruesa), arvejón, granada, nube y Zempoaxochitl. En tercer lugar: canola, cebada forrajera en verde, ejote e higo; en cuarto lugar nacional: Aceituna, avena grano, caña de azúcar otros usos, chícharo, coliflor, haba grano y tuna; y finalmente en quinto lugar: alcachofa, frambuesa y rábano.
Por otra parte resaltan por su importancia la producción de la cadena productiva nopal-tuna, la cadena productiva manzana, la cadena productiva cítricos y la cadena productiva café.

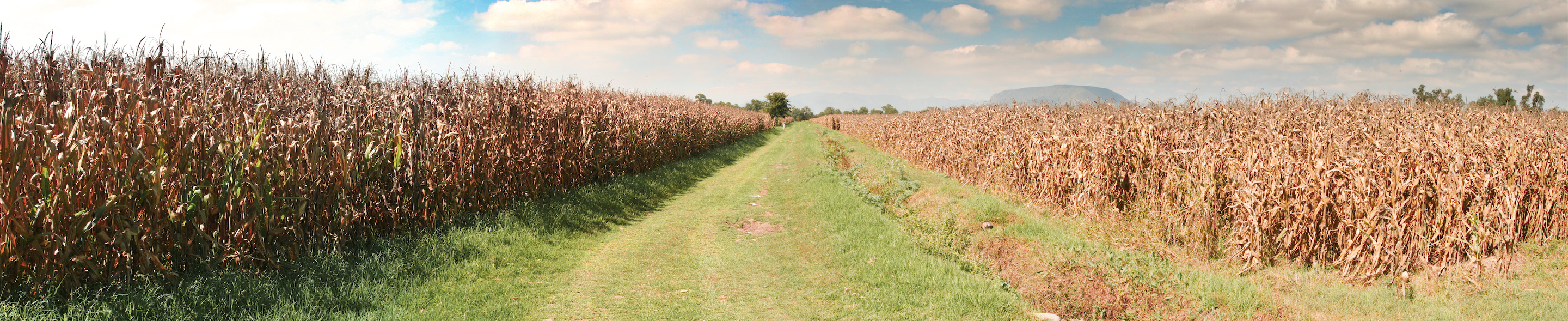
Campo de maíz en Mixquiahuala de Juárez.

#### Ganadería

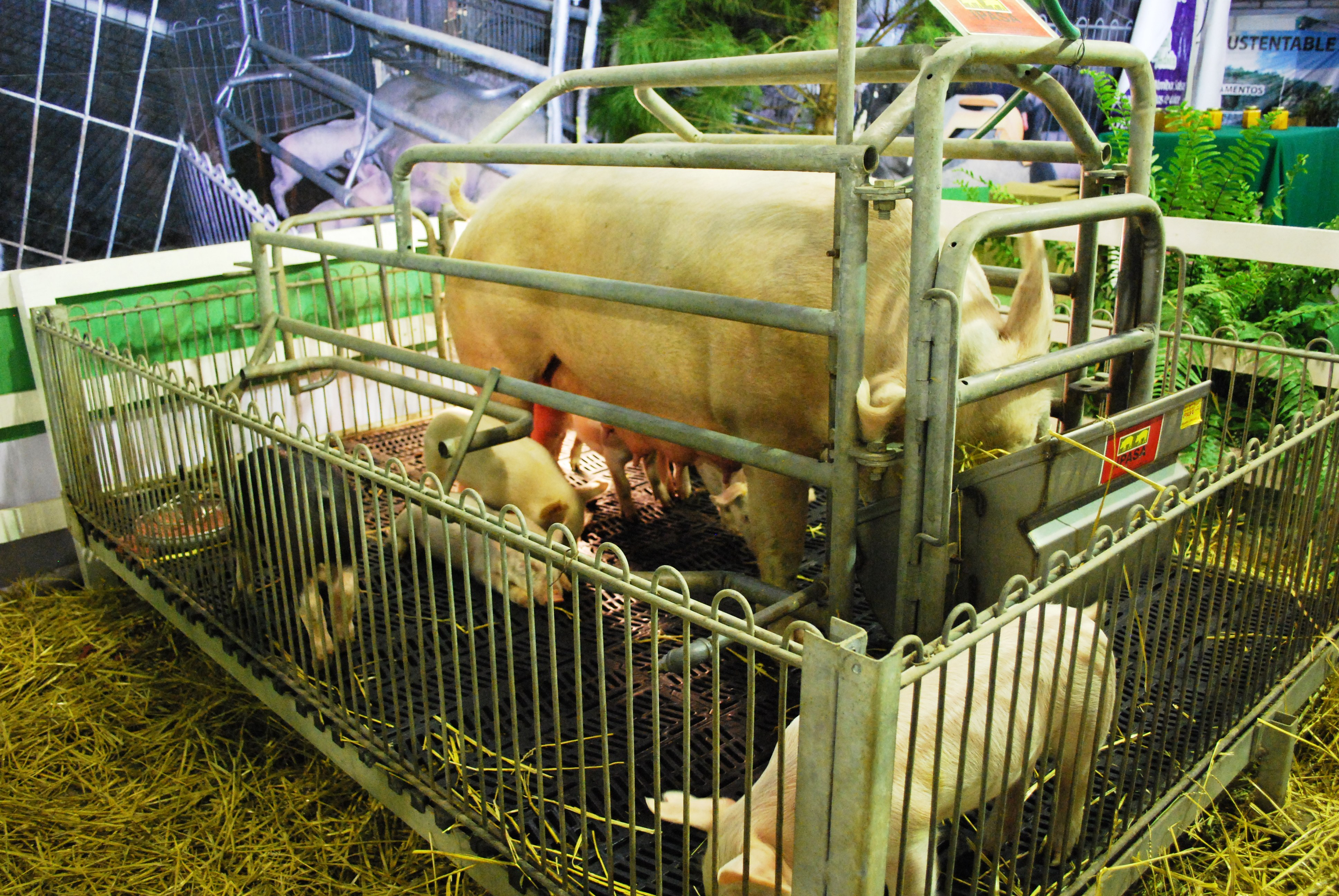
Exhibición ganadera en Pachuca de Soto.

El volumen de la producción pecuaria durante el año 2013 fue de 545 000 de las cuales 109 732 toneladas fue en carne en canal destacando la producción de ovino. El valor de la producción pecuaria ascendió a 8015 millones de pesos. Sus principales productos están clasificados en tres categorías: carne en canal con una participación del 20.6%, leche 78.0% y otros productos 1.4%.
A su vez los que más se destacaron han sido la leche de bovino con el 78%, carne en canal de ave 10.8%, carne en canal bovino 5.9%, carne en canal porcino 2.2% y carne en canal ovino 1.4% que en conjunto representan el 98.2% de la producción pecuaria estatal.
Hidalgo cuenta con una amplia tradición borreguera se concentra en las regiones de Apan, Tulancingo de Bravo, Tizayuca, Actopan e Ixmiquilpan. Se cuenta con siete rastros y diecinueve mataderos, los cuales tienen una cobertura en veintiocho municipios del estado, contando con cincuenta y seis municipios sin establecimiento registrado.
Los productos que destacan en su producción a nivel nacional son: 2.º Lugar en Carne en Canal de Ovino, 9.º lugar en leche de bovino, 6.º lugar en carne en Canal de Guajolote, 15° lugar en Carne en Canal de ave y miel de abeja.

#### Pesca y acuicultura

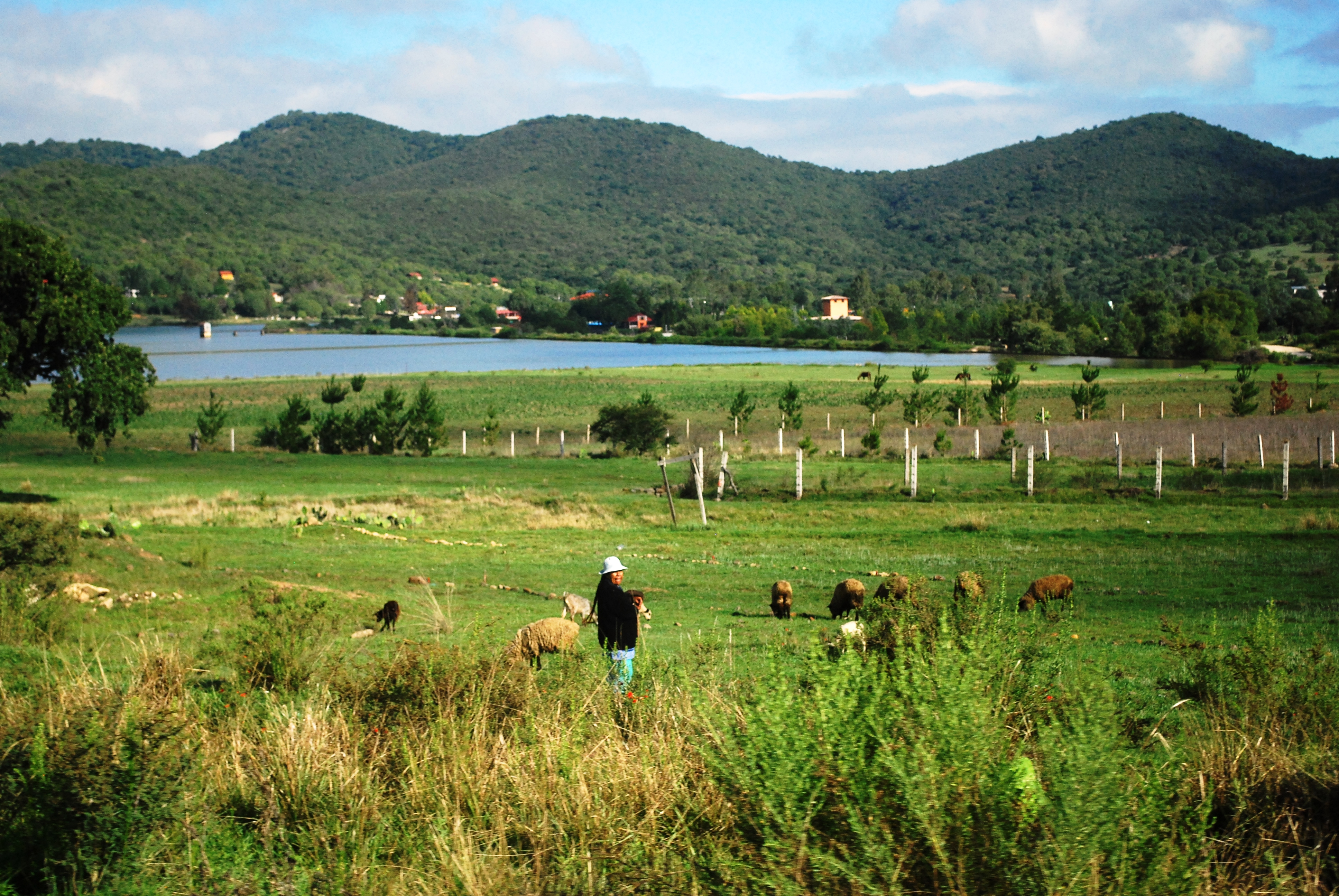
Sembradíos, pastoreo de ganado, así como pesca de truchas; en la presa de San Antonio Regla en Huasca de Ocampo.

La producción acuícola en el estado ha tomado relevancia en los últimos años, la consolidación de las cadenas productivas trucha y tilapia; durante el ciclo 2013 se tuvo un volumen de producción de 8000 toneladas con un valor de la producción de 193.5 millones de pesos.
El volumen de la producción de pesca en Hidalgo es de 8000 toneladas, ocupando el 2° lugar nacional en la producción pesquera de estados sin litoral. Las principales especies son: carpa con el 55.6% de participación en la producción, mojarra 39.1% y trucha 3.7% que representan el 98.4% de la producción estatal.
Es un estado con importantes actividades pesqueras y acuícolas; produce anualmente: 3531.3 toneladas con un valor de 52.2 millones de pesos. Las principales especies que se capturan son la mojarra, tilapia, carpa, trucha y charal.
La mayoría de la producción pesquera en el estado se reporta sin un registro oficial, debido a que su gran mayoría es destinada para el autoconsumo, no se cuenta con suficientes grupos organizados y por consiguiente, carece del Registro Nacional de la Pesca.

#### Silvicultura

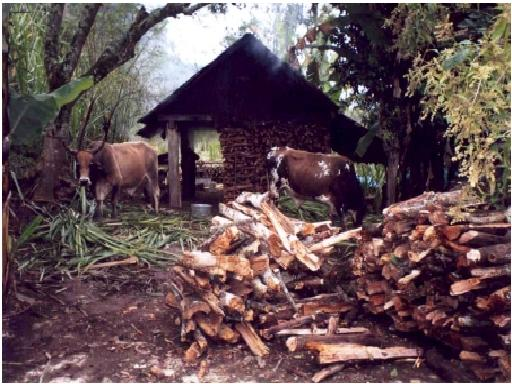
Silvicultura en Calnali.

En Hidalgo existe una superficie arbolada de bosques de clima frío templado donde se aprovechan especies maderables como el pino, oyamel, cedro blanco y encino perteneciendo las primeras al grupo de las confieras, y el último al grupo arborio de las latifoliadas. La superficie forestal del estado es de 817 640 ha de las cuales 454 486 son de bosque, 252 036 de zonas áridas y 13 184 de otras formaciones. La actividad forestal aportó poco menos del 1 % del PIB estatal.
En Hidalgo la superficie forestal corresponde a una superficie arbolada de bosques de clima frío templado donde se aprovechan especies maderables como el pino, oyamel, cedro blanco y encino perteneciendo las primeras al grupo de las coníferas, y el último al grupo arbóreo de las latifoliadas.
De acuerdo con el inventario forestal del Estado, los terrenos susceptibles de reforestación pueden llegar hasta 743 224 hectáreas, de las cuales se reforestan apenas 2500 en promedio anual, a pesar de contar con una infraestructura para la producción de planta de más de 60 viveros en dependencias, comunidades y municipios, esto se debe a que los programas de reforestación son por lo general de corto plazo, con limitada participación social, insuficiencia de recursos y obsolescencia tecnológica y en los procesos de trabajo, desde la colecta de germoplasma hasta la evaluación de la reforestación.
La actividad forestal en el Estado, aportó poco menos del 1 % del PIB. La producción forestal maderable en 2009 fue de 110 mil metros cúbicos en rollo, con un valor de 107.5 millones de pesos. El proceso de deforestación supera a las acciones de reforestación que las diversas dependencias, organizaciones y sector social realizan.
En 1997, sólo se explotaban 28 000 Hectáreas que representan el 12 por ciento de la anterior superficie, en otras palabras existe un potencial del 88 por ciento de dicha superficie que puede incorporarse posteriormente a la explotación comercial. De esas 28 000 Hectáreas el 63 por ciento corresponde a ejidos de la entidad y el restante 27 por ciento a la pequeña propiedad, es decir la mayor parte de los recursos forestales se encuentran ubicados por superficies de propiedad comunal y por lo tanto son explotadas de manera conjunta por los habitantes de dicho ejido el resto de la superficie forestal es aprovechada por pequeños propietarios.

### Actividades secundarias
Este sector se refiere a las actividades industriales, aquellas que transforman los recursos del sector primario. Considerando el número de empresas instaladas en el estado, los sectores con mayor participación en la industria son: textil, metalmecánico, automotriz, construcción, alimentos, mueble, joyería, cuero, calzado, químico y plástico.

#### Minería

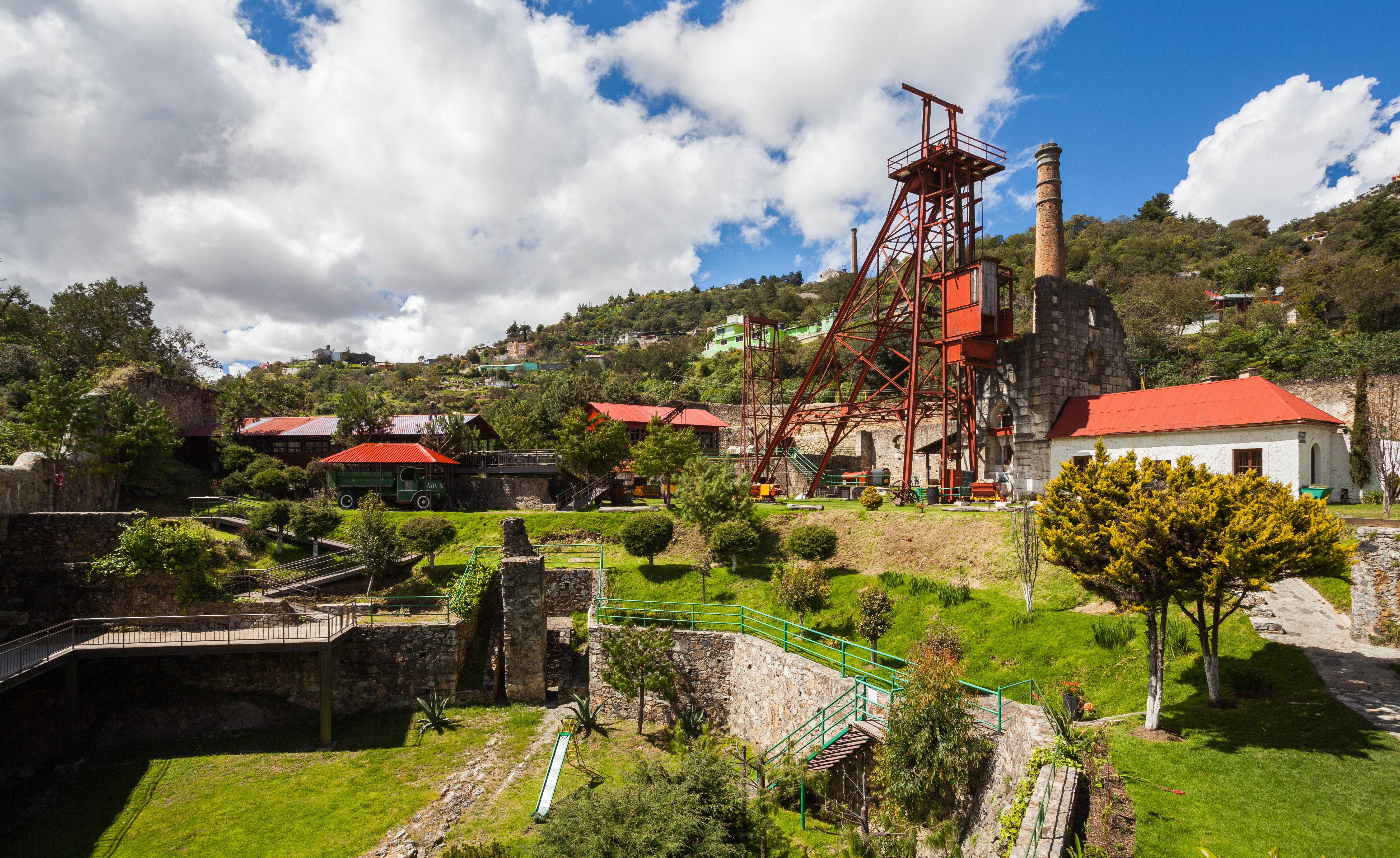
La mina de Acosta en Mineral del Monte, inicia sus trabajos en 1727 y mantiene su actividad productiva hasta 1985. En 2001 se transforma en un museo.

La minería es una de las actividades más antiguas, con una larga tradición en la entidad. La minería del estado de Hidalgo representa el 1.06% del PIB estatal. Cerca del 75.4% del valor de la producción minera corresponde a los minerales no metálicos, destacando grava, arena y caliza.
Se explotan aproximadamente cuarenta y cinco minas en el estado; los municipios de Tula de Allende, Francisco I. Madero y Zimapán, son productores de yacimientos de caliza, producen además agregados pétreos como grava, arena y sello para las carreteras, elaboran materias primas para la elaboración de cal y cemento. En Huichapan, Tecozautla y Chapantongo, se tiene depósitos de cantera para la industria de la construcción. En Zimapán existen yacimientos de carbonato de calcio. En los municipios de Agua Blanca de Iturbide y Metepec se cuenta con yacimientos de caolín, insumo en la producción de la industria del cemento. Tepehuacán de Guerrero cuenta con una de las vetas más grandes de manganeso.
El Distrito minero de Pachuca-Real del Monte se localiza al norte de la cuenca de México, en la Sierra de Pachuca, en la provincia metalogenética denominada Eje Neovolcánico, lo cual explica la presencia de depósitos polimetálicos de plata, plomo, zinc, cobre y oro. Este distrito se divide en dos áreas: Pachuca y Real del Monte.
El distrito minero de Zimapán se sitúa en la porción occidental del estado de Hidalgo. Este distrito está constituido por un considerable número de obras mineras que comprenden minas, socavones, niveles, tiros, entre otros, en donde las Mina Las Ánimas y Lomo de Toro han sido las más relevantes. La morfología de los cuerpos minerales del distrito minero de Zimapán está representada por mantos, chimeneas y diseminaciones tanto en el intrusivo como en el skarn.
El distrito minero Molango se sitúa en la porción noreste de Hidalgo, aproximadamente a 260 km al noreste de la Ciudad de México, cubre un área de aproximadamente de 1250 km². El yacimiento se divide en dos partes, al norte Tetzintla, con una mineralogía compuesta por: manganocalcita, kutnahorita, rodocrosita, y calcita con minerales accesorios de arcilla, cuarzo, pirita, magnetita y plianita. En la parte sur del yacimiento (Nonoalco) la mineralogía se compone de nsutita con pequeñas cantidades de psilomelano, pirolusita, criptomelano y hausmanita.
| Mineral   | Año 2003 | Año 2004 | Año 2005 | Año 2006 | Año 2007 |
| --------- | -------- | -------- | -------- | -------- | -------- |
| Oro       | 79.1     | 43.8     | 41.6     | 7.1      | 11.5     |
| Plata     | 25 360   | 17 448   | 17 448   | 30 582   | 15 614   |
| Plomo     | 1057     | 1057     | 1331     | ——       | 4428     |
| Cobre     | 118      | 118      | 254      | 1.068    | 1.437    |
| Zinc      | 4775     | 4775     | 6616     | ——       | 16 687   |
| Manganeso | 114.550  | 114.550  | 135.896  | 132.872  | ——       |
| Azufre    | ——       | 61 026   | ——       | 33 175   | 54 414   |

#### Industria alimentaria

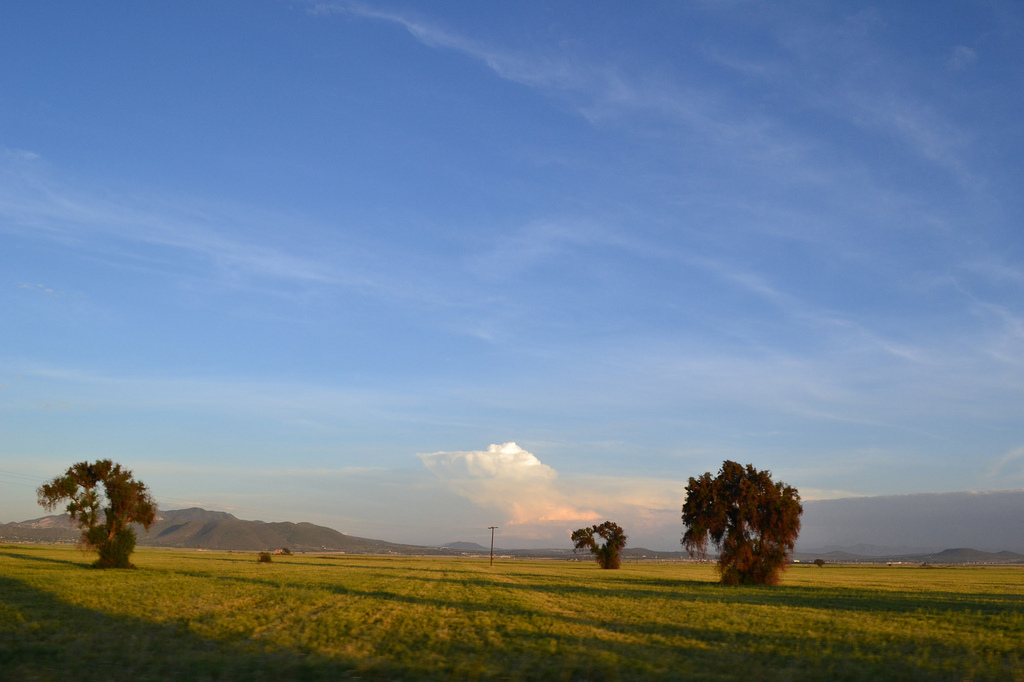
Valle de Pachuca-Tizayuca, donde se encuentra la Cuenca Lechera de Tizayuca.

En cuanto a transformación de productos agrícolas y ganaderos se cuenta con 3518 establecimientos dedicados a este rubro, los municipios con mayor número son Pachuca, Ixmiquilpan, Actopan, y Tula, que en conjunto representan 29.8% del total.
Los productos que integran el sector industrial alimentario en el estado son: café, malta, miel de abeja, mermeladas, salsas, bebidas gasificadas y carbonatadas, productos para la panificación y aditivos alimenticios, embutidos, frituras y leche y sus de derivados tales como: queso, Crema de leche, yogur y helado entre otros.
La Cuenca Lechera de Tizayuca creada en 1976, cuenta con el Complejo Agroindustrial de Tizayuca (Caitsa) y ocupa 120 h de terreno, en las que se localizan 126 establos y 25 000 vacas. Ahí trabajan 90 productores que generan 2300 empleos directos y 7500 indirectos, y una producción en conjunto de 500 000 litros de leche. En la década de 1990, los ganaderos crearon su propia empresa productora y comercializadora con el nombre de Leche Real de Tizayuca, pero en el año de 2009 quebró. En 1976, la cuenca lechera producía 2.8 millones de litros semanales, en 2008 su producción rondaba 1.4 millones semanales, y en 2010 la producción es de alrededor de 500 000 litros semanales. En 2012, los 70 establos activos venden su producto a las firmas como: Santa Clara, Alpura y Liconsa.
La compañía Santa Clara Productos Lácteos, fue fundada en Pachuca, en el año de 1924, con apenas un pequeño hato de 17 vacas criollas y que en 2012 está clasificada entre los primeros 5 grupos lecheros mexicanos, fabricante de leche, yogur, crema, helados, quesos y café. Procesa más de 200 mil litros de leche diarios, de los cuales 75 % se destina a la leche y el restante 25 % sirve para la producción de helados, yogur y quesos. En Tizayuca se encuentra una planta de la empresa Fritos Totis.

#### Industria manufacturera
Las industrias manufactureras son el sector más importante de Hidalgo, estas industrias aportan 28.84% del PIB de Hidalgo. En el rubro de infraestructura productiva, el estado cuenta con trece parques industriales y/o tecnológicos operando, ubicados es Pachuca de Soto, Mineral de la Reforma, Tula de Allende, Tizayuca, Huejutla de Reyes, Atitalaquia y Ciudad Sahagún.
El sector textil y de la confección es uno de los sectores más importantes para Hidalgo. Los municipios con mayores niveles de producción de insumos y acabados textiles, productos textiles y prendas de vestir, son Tepeji del Río de Ocampo, Tizayuca, Tlaxcoapan, Zapotlán, Tlanalapa, Tepeapulco, Pachuca de Soto, Mineral de la Reforma, Progreso de Obregón, Actopan, Cuautepec de Hinojosa y Tulancingo de Bravo.
En 1952, se crea la zona industrial de Ciudad Sahagún, era considerada el centro industrial más importante de México, la zona contaba con unos 40 000 trabajadores. En 1986 se cerró un ciclo de 36 años de apogeo industrial, en el que las empresas Constructora Nacional de Carros de Ferrocarril (CNCF), Diésel Nacional S.A. (Dina), Dikona (Dina-Komatsu) y Siderúrgica Nacional (Sidena), cerraron.
En 2008 son tres las empresas de mayor envergadura localizadas en el corredor industrial de Ciudad Sahagún: la transnacional estadounidense ASF-Keystone, la canadiense Bombardier-Concarril y la japonesa Komatsu Mexicana, que alcanzan los 3200 empleos entre ellas. Empresas de corte mediano son 17, divididas en metalmecánica, automotriz y ferroviaria; se hallan Aceros Corsa, Aerospace, American Coach, CAPDTIMM, CAPROME, CIMMATH, Dina-Camiones, Ferro Partes Mexicanas, Giant Motors, Global Transporte, Grupo Bler, Gunderson-Concarril, Kapton, Maquinados Teysa, MET-MET, SYCSA, Té Laggs y Timsa. Además, existen 40 microempresas, en las que destacan los ramos de maquilado, bordado, productos lácteos y perfilado de piezas metalmecánicas, asociadas en la corporación denominada Industriales de Sahagún, AC (ISAC). Las industrias de la zona suman casi 11 800 empleos establecidos.

#### Industria petrolera

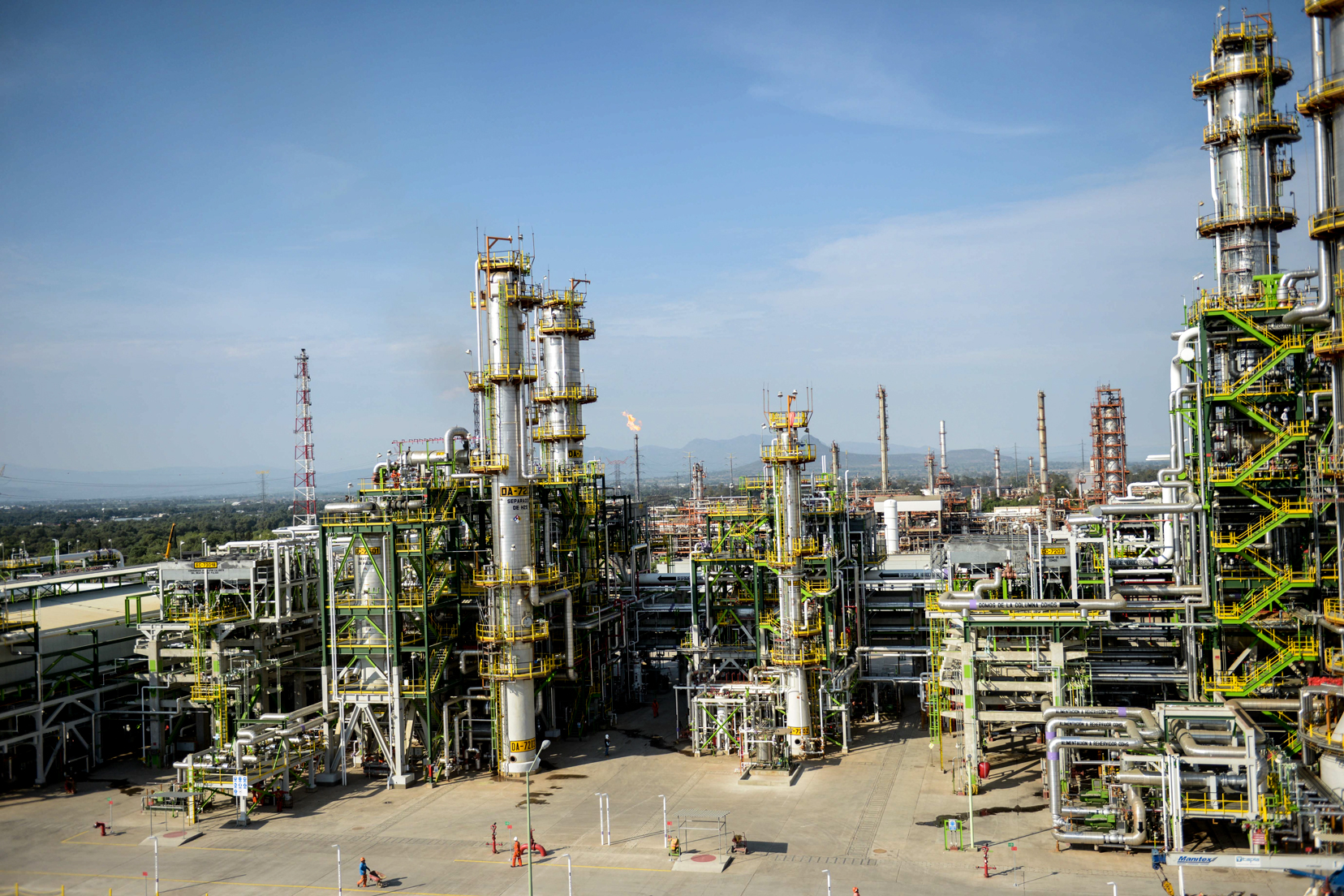
Panorámica de la Refinería Miguel Hidalgo en Tula de Allende.

En cuanto a industria petrolera, se cuenta con la refinería "Miguel Hidalgo" en Tula de Allende, sus instalaciones ocupan un área total de 749 hectáreas; fue la primera refinería planeada de forma integral con plantas de proceso de hidrocarburo de alta capacidad. Su construcción se llevó a cabo en varias etapas, la primera etapa se inauguró el 18 de marzo de 1976.
Esta refinería es considerada como una de las más importantes en el país por su capacidad instalada, y la porción del mercado que controla, ya que procesa el 24 % de crudo total que se refina en México. El volumen de producción promedio de refinados fue de 127 821 900 barriles; de estos, el 40.1 % correspondió a gasolinas; el 28.5 % a combustoleos; el 19.3 % a diésel; el 6.3 % a kerosinas y el resto a gas licuado, combustible industrial y asfaltos. Además por el estado pasan tres oleoductos de gas importantes (Poza Rica-Venta de Carpio, Zempoala-Salamanca y Tabasco-Salamanca).
La industria petroquímica produjo en 1998, 263 974 toneladas; de éstas, el 15.9 % correspondió a azufre, el 20.2 % a acrilonitrilo, el 36.9 % a propileno, el 24.3 a negro de humo y el resto a ácido cianhídrico y acetonitril.

#### Construcción
La industria de la construcción participó en 1997 con el 3.61 % del PIB de Hidalgo; porcentaje ligeramente inferior a la media del país que es de 4.6 %). El valor de la producción de la industria de la construcción ascendió en 1998 a 298.6 millones de pesos, correspondiendo el 77.2 % a obra pública y el 22.8 % a obra privada. De esta cantidad, el 29.5 % correspondió a edificaciones, el 25.3 a transporte, el 16.1 % a petróleo y petroquímica, el 12.7 % a otras construcciones; el 10 % a electricidad y comunicaciones y el 6.4 a agua, riego y saneamiento. En el Estado existen 146 constructoras: 127 son micros, 8 pequeñas, 4 medianas y 7 grandes, que ocupan a 2054 personas entre empleados y obreros.
La Cementera Cruz Azul, es una empresa mexicana de la industria de la construcción. Cuenta con cuatro plantas, de las cuales una está ubicada en la Ciudad Cooperativa Cruz Azul, la ciudad nació con la instalación de una fábrica de cemento a finales del siglo XIX, instalada en lo que fuera la antigua Hacienda de Jasso, al suroeste del estado dentro del municipio de Tula de Allende.
La industria cementera se encuentra constituida por cuatro grandes empresas: Cementos Mexicanos, Cruz Azul, Portland Blanco de México y Apasco, cuyo crecimiento ha sido importante en estos últimos años generado una significativa derrama económica en la entidad. La trituradora y procesadora de materiales Cementera Santa Anita dispone de alrededor de 372 hectáreas en el valle del Mezquital; esta planta generó alrededor de mil 200 empleos, durante su edificación; ya en operaciones, representa no menos de 900 fuentes de trabajo directas e indirectas.

#### Energía

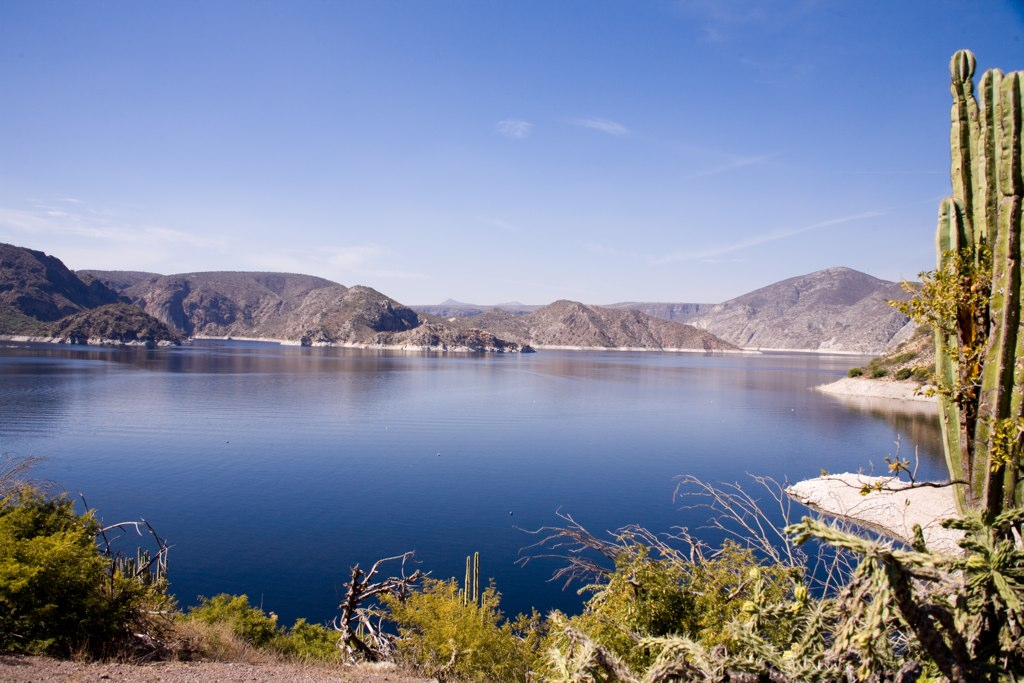
Embalse formado por la Presa Zimapán.

En la electricidad, este sector participó con el 3.87 % del PIB estatal en 1997, superior al promedio nacional (1.2 %) y con el 4.3 % del PIB eléctrico a nivel nacional. En este mismo año Hidalgo participó con el 8.7 % del total de la energía eléctrica generada en el país. De la energía generada, el 91.5 proviene de plantas termoeléctricas. El valor de las ventas fue de 996.2 millones de pesos. En cuanto al grado de electrificación del Estado, para 1998 se encontraban atendidas un total de 1405 localidades, con 469 028 tomas eléctricas.
En cuanto a generación de energía el estado es autosuficiente ya que cuenta con plantas generadoras de electricidad en diferentes municipios, el estado genera el 9.4% de la energía eléctrica del país con 2900 megawats (MW). La Presa Fernando Hiriart Balderrama, ubicada en el cauce que une los ríos Tula y Moctezuma en Zimapán fue puesta en operaciones el 27 de septiembre de 1996. La cortina tiene una altura de 203 metros desde el desplante hasta la corona y cuenta con una central hidroeléctrica capaz de generar 292 megawatts de energía eléctrica.

### Actividades terciarias

#### Comercio
El comercio en el estado ha tenido un comportamiento estable en los últimos años; siendo el segundo sector con mayor contribución al PIB estatal. Hidalgo cuenta con siete centrales de abasto, 60 mercados y 211 tianguis. El 54% de los municipios no dispone de un mercado público y los habitantes de estos municipios se abastecen a través de tianguis que se instalan al menos una vez a la semana.
Por ramas comerciales, la más importante por el personal que ocupa, es la de productos alimenticios al por menor, en este se incluyen los abarrotes, carnicerías, pollerías y otros. En segundo lugar, tenemos a las farmacias, mercerías, zapaterías y tiendas de ropa entre otras.
En tercer lugar, según su importancia se encuentra el comercio de alimentos al por mayor, donde encontramos a establecimientos distribuidores de frutas, huevos, ultramarinos, bebidas y otros. El comercio se encuentra concentrado en los principales centros urbanos como Pachuca de Soto, Tulancingo de Bravo, Actopan, Huejutla de Reyes y Tula de Allende.
El comercio exterior de Hidalgo pasó de ser deficitario en el periodo 2000 al 2004, a superavitario del año 2005 al 2009. Los principales productos de exportación durante el periodo de enero a diciembre de 2009 fueron vehículos y material para vías férreas, algodón, prendas y complementos de vestir, caucho y sus derivados, máquinas, aparatos y artefactos mecánicos.
Durante 2014 en Hidalgo el valor de las exportaciones, alcanzaron un monto de 1721.6 millones de pesos, lo que representó el 0.5% a nivel nacional. Destacó como principal actividad la industria manufacturera con un valor en sus exportaciones de 1,719.1 millones de pesos. Los subsectores con mayor participación fueron: productos derivados del petróleo y del carbón (40.1%) y equipo de transporte (34.4%). Con respecto a las remesas, alcanzó un total de 725.2 millones de pesos durante el periodo enero-diciembre de 2015.

#### Turismo

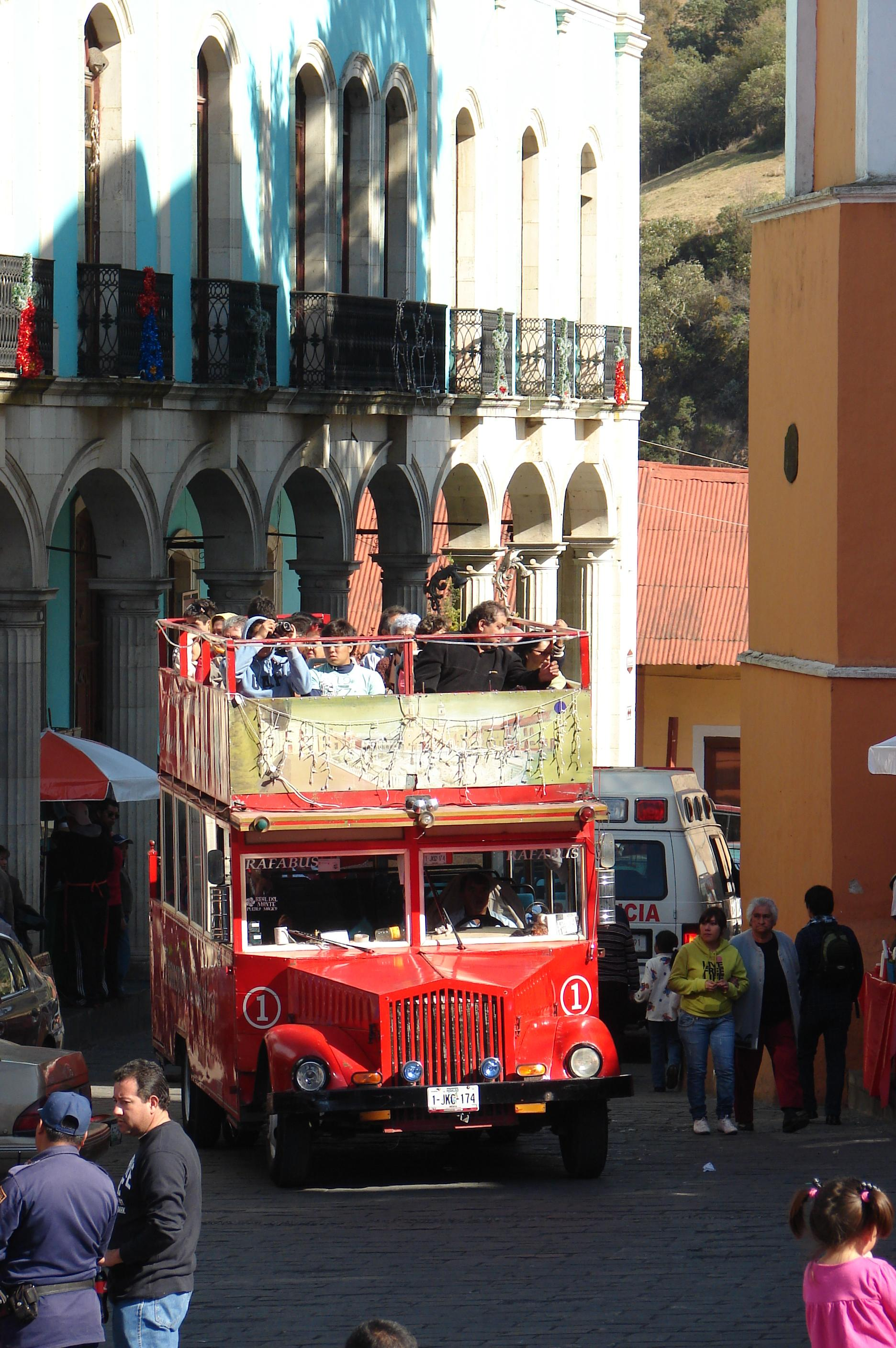
Turibús en Real del Monte; otras ciudades que cuentan con este servicio son Actopan y Pachuca.

El estado de Hidalgo se puede consolidar como un importante destino turístico en México, de la oferta nacional turística representa el 1.6%. Asimismo, ofrece un mercado amplio de servicios turísticos, 567 hoteles 598 restaurantes, 102 balnearios, 93 bares, 22 centros nocturnos, 74 agencias de viajes, 5 ranchos cinegéticos, 39 arrendadoras y transportadoras y cinco campos de golf.
El Estado de Hidalgo se divide en seis corredores turísticos: Corredor de Balnearios, Corredor de la Montaña, Corredor de los Cuatro Elementos, Corredor Tolteca, Corredor de Haciendas y Corredor Sierra-Huasteca, los cuales representan niveles de desarrollo y productos turísticos diferenciados.
Los destinos turísticos anualmente son visitados por un promedio de 1 800 000 turistas. Tan solo durante el 2010, arribaron a Pachuca 310 322 turistas, de los cuales  el 86 % (276 351) eran residentes del país. A nivel estatal llegaron a establecimientos de hospedaje 1 063 757 turistas, con un porcentaje del 94 % de origen nacional. La Feria Hidalgo recibe un promedio de 750 a 850 mil visitantes por edición.

##### Corredor de Balnearios

Balneario Te-Pathé en Ixmiquilpan.

Dentro del Valle del Mezquital está una de las zonas más representativas de la región otomí. Situada a más de 1500 m s. n. m., goza de un clima benigno, propicio para las más interesantes exploraciones turísticas.
El Corredor de Balnearios, se caracteriza por balnearios de aguas termales, que brotan a temperaturas promedio de 38 °C, ya que la situación geográfica lo sitúa sobre el Eje Neovolcánico Transversal y por lo tanto debajo de la tierra existen grietas y ríos de magma que calientan los mantos acuíferos y los enriquecen de minerales, sulfatos, carbonos y nitratos; este corredor pasa por los municipios de El Arenal, Cardonal, Actopan, Santiago de Anaya, Ixmiquilpan, Tasquillo, Tecozautla y Huichapan.

##### Corredor de la Montaña

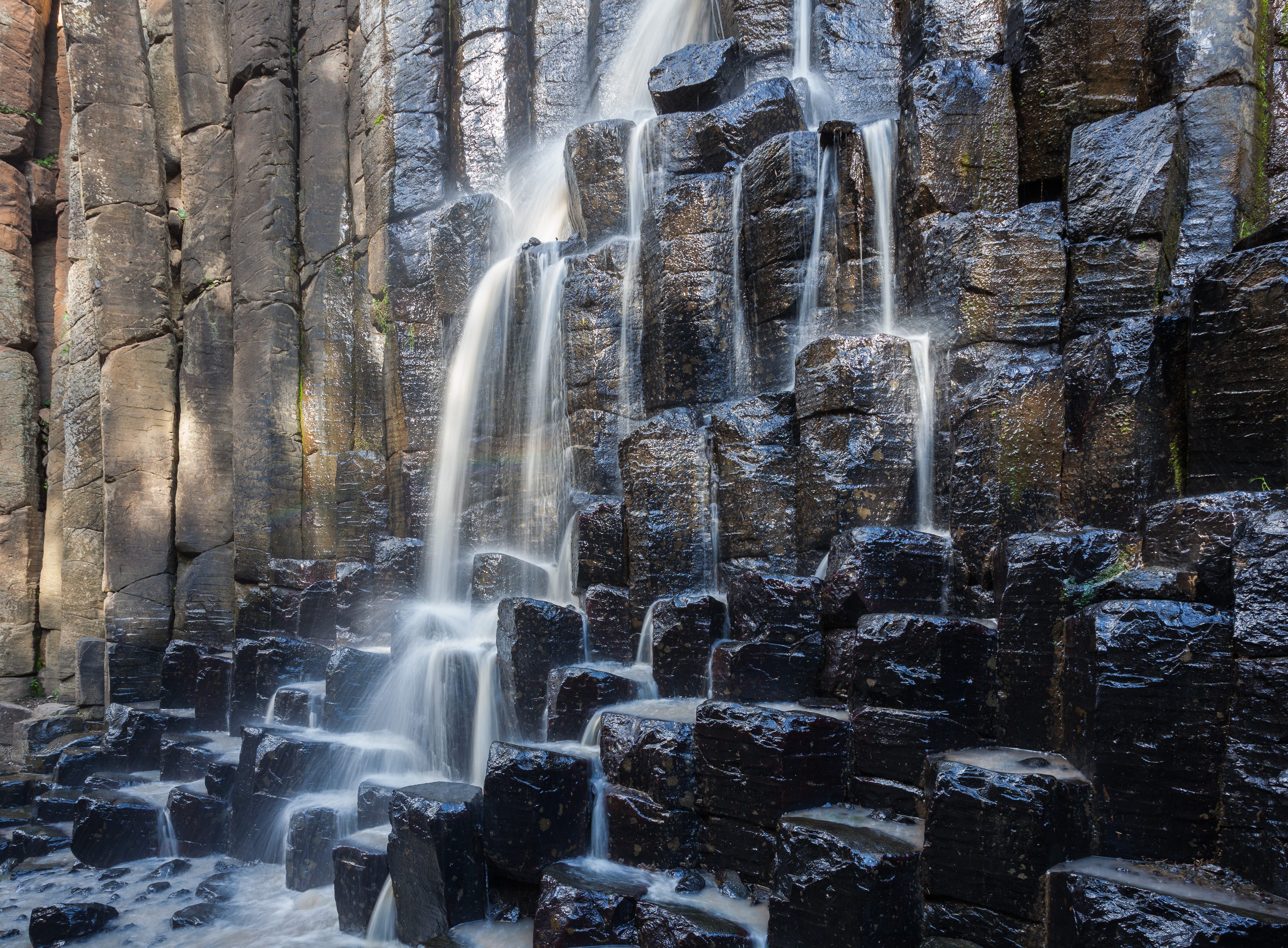
Prismas Basálticos de Santa María Regla.

El nombre del corredor nace debido a la zona geográfica que ocupa dentro del estado de Hidalgo, por las características naturales que presenta cada municipio que lo integra. El Corredor de la Montaña es visitado por su atractivo ecológico, donde se pueden practicar deportes como rápel, alpinismo, canotaje, pesca deportiva y parapente.
Aquí encontramos interesantes ejemplos de monumentos históricos, tanto de arquitectura civil como religiosa, además de sus Haciendas Mineras del siglo XVII construidas por Pedro Romero de Terreros, el Conde de Regla. Cuenta con las localidades mineras de Huasca de Ocampo, Real del Monte y Mineral del Chico, los cuales están dentro del programa denominado Pueblos mágicos.

##### Corredor de los 4 Elementos

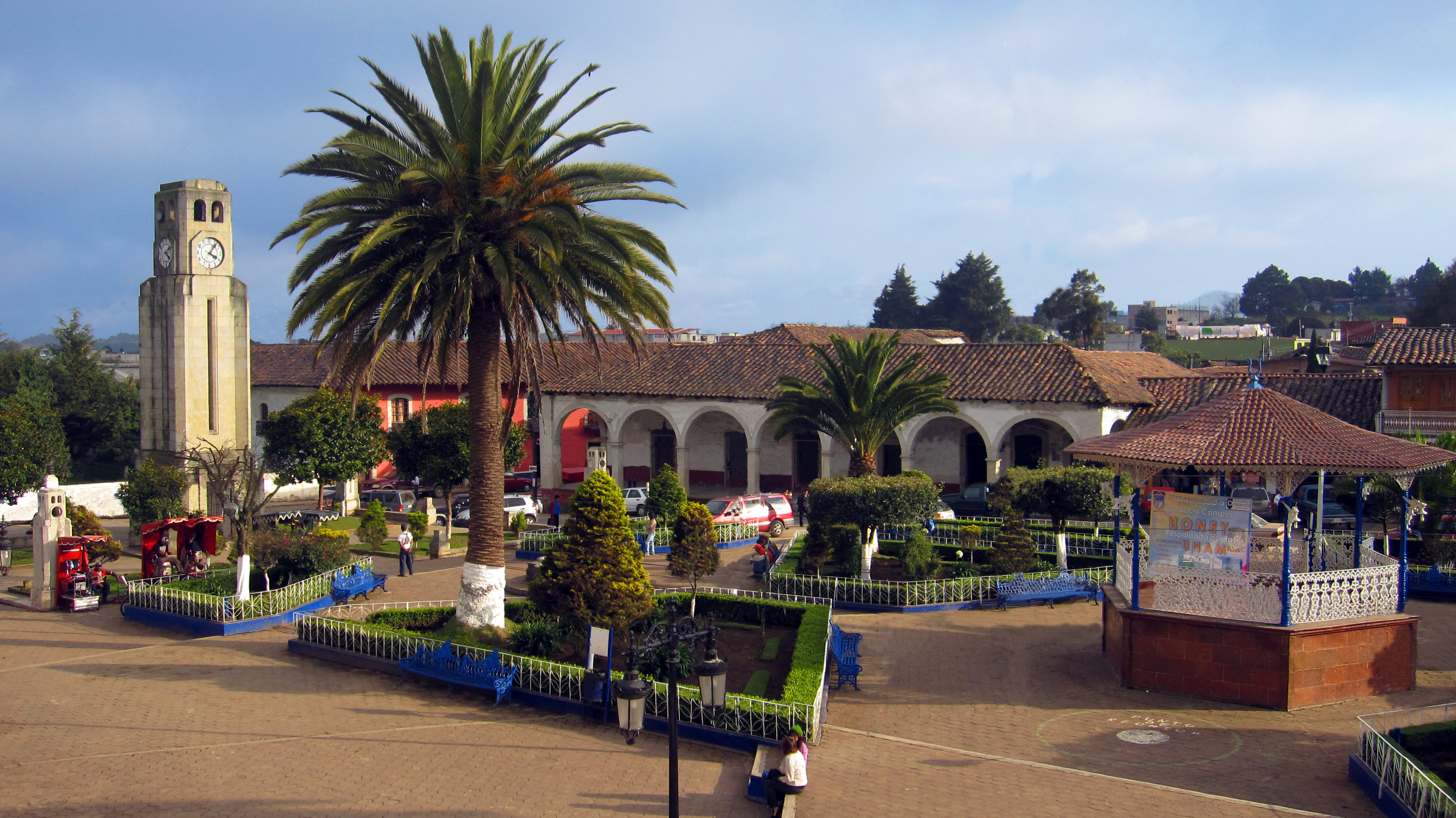
Reloj Monumental de Acaxochitlán.

De acuerdo a las características de este, se define el nombre de ruta de los 4 elementos al conocer lo que ofrecían cada uno de ellos, el aire , que permite vivir la experiencia de volar en un globo aerostático, el agua presente en las inmensas cascadas y lagunas donde se puede practicar la pesca deportiva o bien, pasear en lancha, el fuego , por la fabricación de productos en hierro fundido en la fábrica de Apulco y la tierra , por sus extensiones y bellos paisajes, donde sobresale la comida exótica como el venado, cocodrilo y avestruz. Lo comprenden los municipios de Tulancingo, Acaxochitlan, Metepec, Tenango de Doria y San Bartolo Tutotepec.

##### Corredor Tolteca
El Corredor Tolteca por la zona geográfica que ocupa dentro del estado, la cultura tolteca, se caracteriza por los municipios de Mixquiahuala, Tlahuelilpan, Atotonilco de Tula, Tula de Allende y Tepeji del Río.
Este corredor se caracteriza por la diversidad de atractivos, historia y tradición que hay en cada uno de sus municipios, al hacer un recorrido se puede visitar desde la zona arqueológica de Tula uno de los asentamientos humanos de gran importancia en Mesoamérica, hasta magníficos exConventos del siglo XVI,o los balnearios de aguas termales que brotan a más de 38 °C.

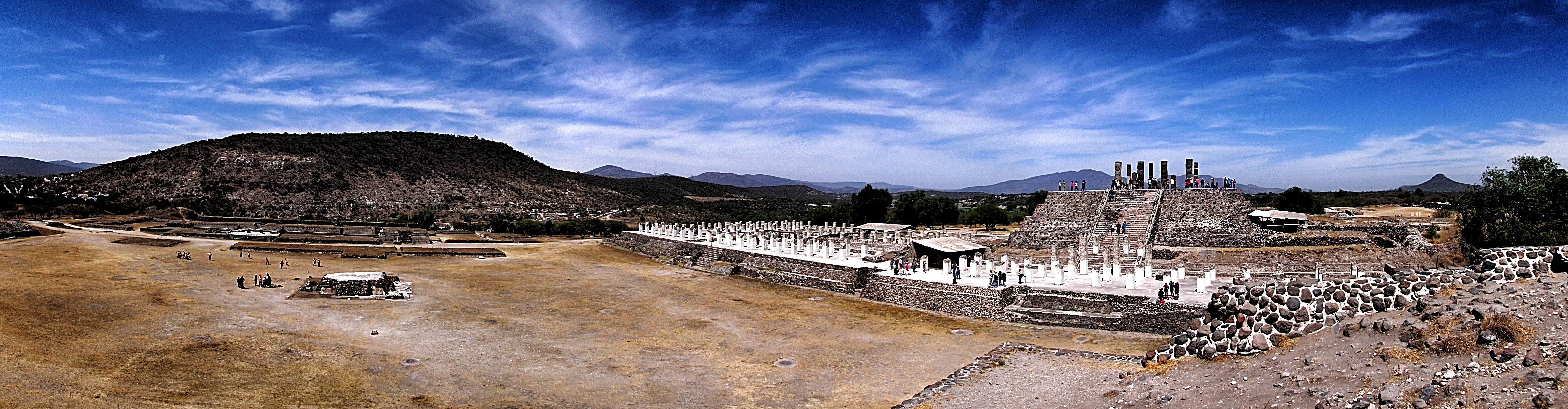
Vista panorámica de Tollan-Xicocotitlan.

##### Corredor de las haciendas

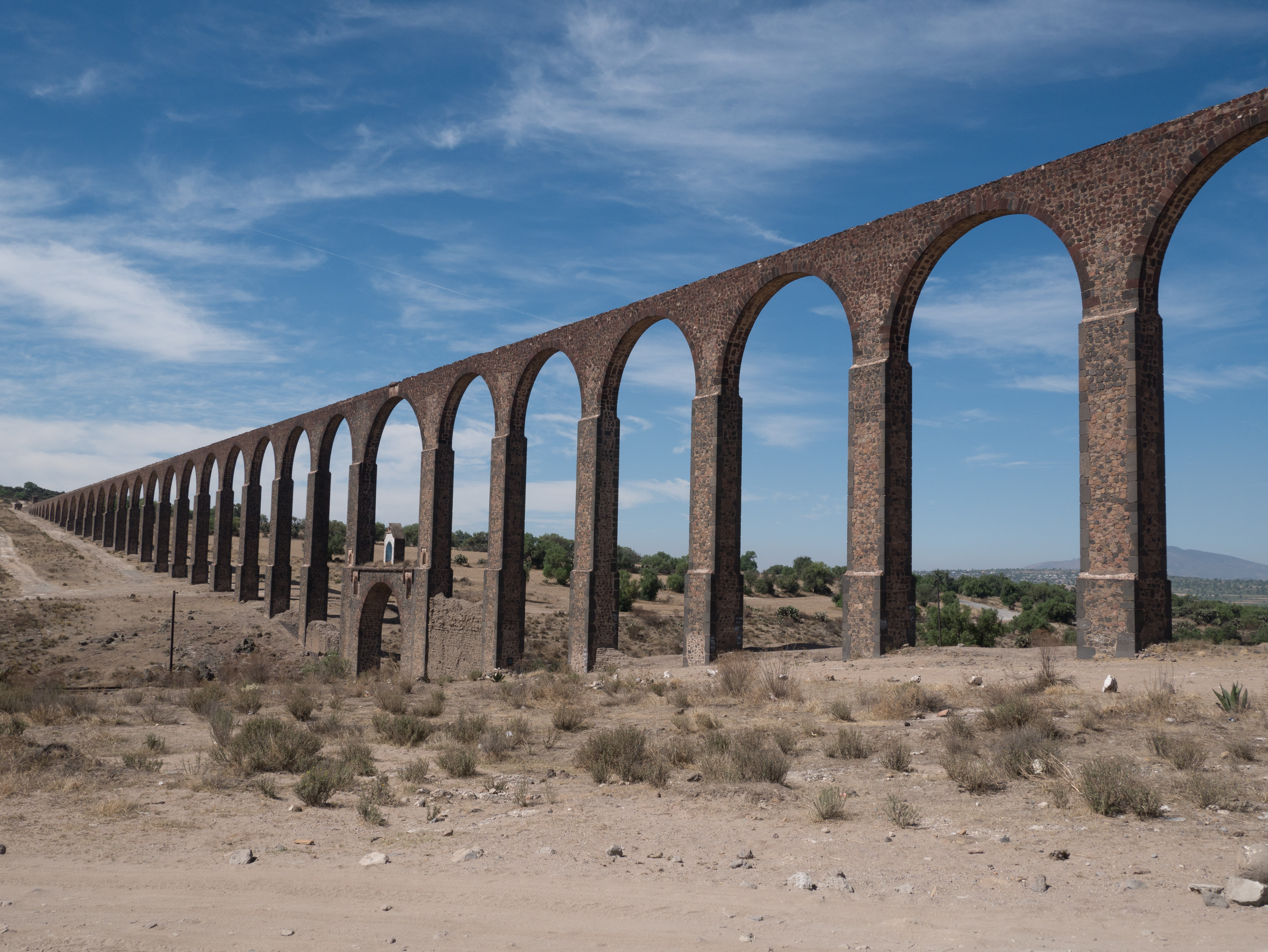
Acueducto del Padre Tembleque.

EL Corredor de las haciendas, en esta ruta se encuentran cascos de haciendas que se edificaron durante los siglos XVI, XVII, XVIII y XIX, está integrado por municipios de Zempoala, Tepeapulco y Apan. Este corredor está integrado por municipios en los cuales se puede visitar desde pueblos típicos que conservan sus raíces, hasta ubicar la zona de la altiplanicie pulquera, donde es recomendable visitar las haciendas dedicadas a la producción del pulque, así mismo se localizan algunos de los conjuntos religiosos, una zona arqueológica, y construcciones civiles como el Acueducto del Padre Tembleque.

##### Corredor de la Sierra y la Huasteca

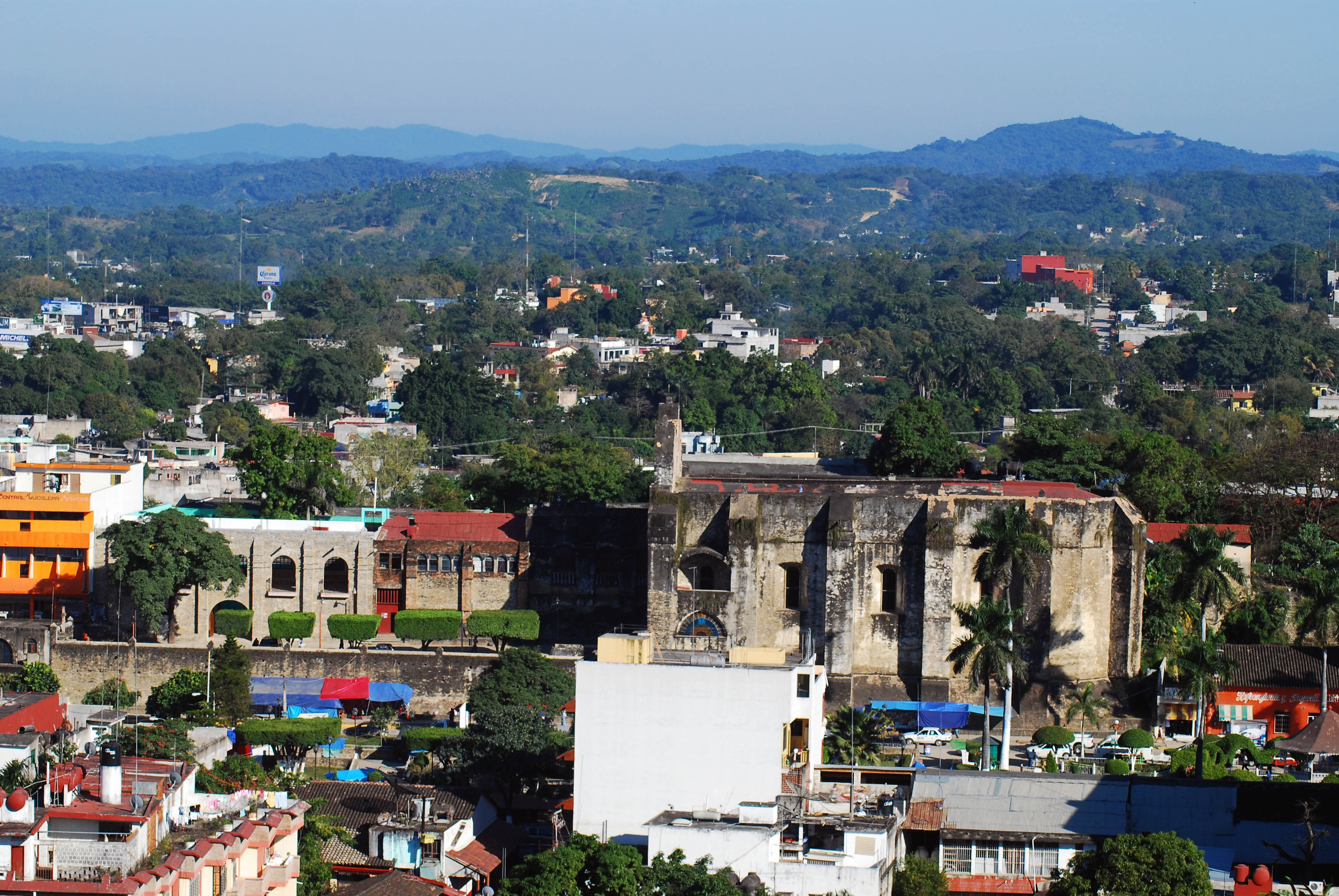
Huejutla de Reyes.

Esta es una ruta de aventura, por lo que se recomienda ir con la mentalidad de un explorador. Es una ruta para el contacto con la naturaleza, los paisajes y muy adecuada para la fotografía; viajas por el área conocida como Sierra Baja y Alta, para terminar en la Huasteca. Debido a su clima cálido y húmedo, sus impresionantes paisajes, sus deliciosos platos y su artesanía, es esencial dedicar un buen rato a este recorrido.

##### Corredor urbano de Pachuca y sus alrededores
Pachuca es la ciudad más importante del estado. La infraestructura turística con la que cuenta el municipio es la siguiente: 32 establecimientos de hospedaje con una capacidad de 1,471 cuartos, 157 establecimientos de bebidas y preparación de alimentos y 36 agencias de viajes, 13 arrendadoras de automóviles, 4 centros de convenciones y 1 campo de golf.
Los principales atractivos turísticos de la ciudad son los edificios, monumentos y museos del centro histórico, así como los distintos centros culturales en las otras partes de la ciudad destacando el Parque David Ben Gurión. El Estadio Hidalgo es un principal atractivo turístico especialmente durante los partidos de la Primera División del Fútbol Mexicano. En la ciudad circula un Turibus denominado Tranvía Turístico de Pachuca, instalado en 2003 que recorre los principales atractivos del centro de la ciudad.
El Hotel Calinda que se estableció en 1987 y que hoy es Fiesta Inn, posteriormente el Hotel Excelencia Plaza en 1992, Hotel La Joya en 1993, El Hotel Camino Real a cargo del Grupo Empresarial Ángeles (antiguamente Hotel Crowne Plaza) que se estableció en 2005; y el Hotel Holiday Inn son una muestra de los hoteles en la ciudad. Uno de los productos más solicitados por los turistas son los pastes.